# Абдулла, Рахмат Эрвин
Рахмат Эрвин Абдулла (индон. Rahmat Erwin Abdullah; род. 13 октября 2000, Макасар) — индонезийский тяжелоатлет, выступающий в весовой категории до 73 килограммов. Бронзовый призёр Олимпийских игр. Двукратный чемпион мира 2021 и 2022 годов.

## Биография
Рахмат — единственный ребенок бывших штангистов Эрвина Абдуллы и Ами Асун Будионо. Эрвин-старший, завоевавший серебряную медаль на Азиатских играх 2002 года, изначально имел право участвовать в летних Олимпийских играх 2004 года, но пропустил их из-за травмы. Его мать, Ами, выиграла золотую медаль на Играх Юго-Восточной Азии 1995 года.

## Карьера
На чемпионате Азии по тяжелой атлетике среди юниоров 2019 года, проходившем в Пхеньяне, он участвовал в весовой категории до 73 килограммов и завоевал свою первую золотую медаль. На тот момент ему удалось поднять 147 кг в рывке и 179 кг в толчке. Он опередил северокорейского атлетоа Ко Мён Хо.
После этого соревнования он принял участие в Играх Юго-Восточной Азии 2019 года, которые проводились на Филиппинах. Он выиграл вторую золотую медаль на международных соревнованиях, оказавшись сильнее вьетнамца Фом Туун Анха. Рахмат Эрвин поднял 322 кг в сумме.
В начале 2020 года на чемпионате Азии среди юниоров, проходившем в Ташкенте, он выиграл третью золотую медаль на международных соревнованиях после победы над иранцем Миром Мостафа Джавади.
Он получил право представлять Индонезию на летних Олимпийских играх 2020 года в Токио и выиграл бронзовую медаль.
В декабре 2021 года принял участие в чемпионате мира, который состоялся в Ташкенте. В весовой категории до 73 килограммов, индонезиец по сумме двух упражнений с весом 343 кг стал победителем. В упражнении толчок он завоевал малую золотую медаль. 
На чемпионате мира 2022 года в Боготе, в Колумбии в категории до 73 кг завоевал чемпионский титул по сумме двух упражнений с результатом 352 кг, также в его копилке малая золотая медаль в толчке и мировой рекорд в этом упражнении (200 кг).
В Саудовской Аравии, где состоялся Чемпионат мира по тяжёлой атлетике 2023 года, индонезийский спортсмен в категории до 81 кг завоевал серебро чемпионата мира с результатом 354 кг по сумме двух упражнений. Малая золотая медаль с мировым рекордом в толчке досталась тоже ему (209 кг).     
В Ташкента на чемпионате Азии 2024 года установил мировой рекорд по толчке (202 кг, 204 кг).https://www.youtube.com/watch?v=j2w5NO2b6t8
В Цзяньшани на чемпионате Азии 2025 года установил мировой рекорд по толчке 205 кг.
В категориях 73 и 81 кг установил 6 рекордов Мира.